# Егорова, Людмила Борисовна
Людми́ла Бори́совна Его́рова (Синева) (24 февраля 1931, Ораниенбаум, Ленинградская область, СССР — 21 мая 2009, Калининград, Россия) — советская гимнастка, олимпийская чемпионка 1956. Мастер спорта СССР (1954), заслуженный мастер спорта СССР, тренер-преподаватель.

## Биография
Окончила Государственный дважды орденоносный институт физической культуры имени П. Ф. Лесгафта (1955). Работала тренером-преподавателем СК Ленинградского военного округа, тренером СДЮШОР ГОРОНО (Калининград).

## Спортивные достижения
- Олимпийская чемпионка 1956 (командное первенство).
- Бронзовый призёр олимпийских игр 1956 (командные упражнения с предметом); в личном первенстве — 10 место.
- Победительница Международных студенческих игр 1954.
- Чемпионка СССР 1950—1953 в акробатических прыжках.

## Награды
- Звание заслуженный мастер спорта СССР (1955).
- Медаль «За трудовое отличие» (27.04.1957) — «за успехи, достигнутые в деле развития массового физкультурного движения в стране, повышения мастерства советских спортсменов, и успешное выступление на международных соревнованиях»